# アレン・テレスコープ・アレイ

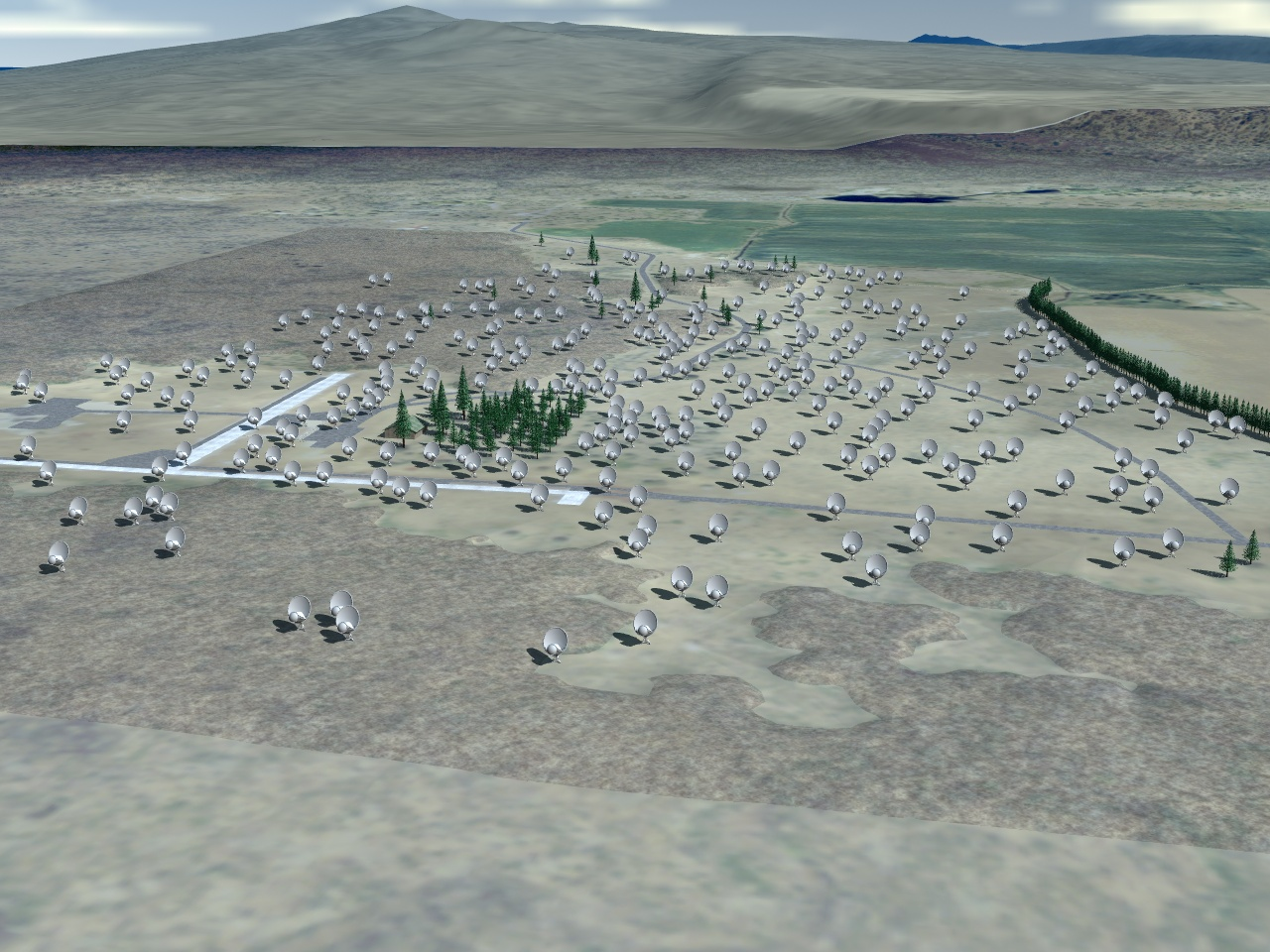
ATA-350完成予想図

アレン・テレスコープ・アレイ(Allen Telescope Array, ATA)は、SETI協会とカリフォルニア大学バークレー校電波天文学研究室が共同で運用する電波干渉計であり、天体観測と地球外知的生命体探査(SETI)の両方を行う施設である。ATAはもともとその集光面積から1ヘクタール望遠鏡(1hT)と呼ばれていた。
ATAは、カリフォルニア州サンフランシスコ北東290マイルの所にあるハットクリーク電波天文台において建設中である。完成時には、パラボラアンテナが350台並ぶことになっている。42台のパラボラアンテナからなる第一段階(ATA-42)は2007年10月11日に完成し、すでに運用が始まっている。

## 背景
SETI専門の巨大な観測施設を持つことは、SETIの第一人者であるフランク・ドレイクによって初めて構想され、SETI協会の悲願であった。2001年、ポール・G・アレン財団からの1150万ドルの寄付を受けてこの計画は実現に向けて動き始めた。3年間の研究開発を経て、SETI協会は2004年3月に3段階からなる建設計画を発表した。第一段階及び第二段階に対する援助としてポール・アレンからの1350万ドルの追加寄付を受けて建設は開始された。SETI協会はこれを記念して、望遠鏡の名前にアレンの名を冠した。

## 概要
ATAは波長数センチメートルの電波を受信する電波望遠鏡である。同じ集光面積を得るには、単一の巨大なパラボラアンテナを作るのに比べて小口径のアンテナを多数並べた電波干渉計の方が安価に済ませることができる。しかし同一の感度を得るためには、すべてのアンテナで受信された信号をひとつに結合する必要がある。このためには高性能のエレクトロニクスが必要であり、これは現在でもたいへん高価である。しかし、ムーアの法則によればある性能のエレクトロニクスを調達するのに必要な金額は次第に下がっていくから、結果的にはATAに用いられる干渉計方式の方がコスト的には有利になる。
ATAはこれまでに建設された主要な電波望遠鏡と比べて以下の4つの点ですぐれている。それは、視野が極めて広い（波長21cmの電波で視野角2.45度）こと、一度に観測できる周波数が0.5～11.2GHzまで連続的にカバーされていること、複数の同時受信観測システムを持っていること、そして能動的に電波障害を緩和する機能を持っていること、である。一度に観測できる範囲は超大型干渉電波望遠鏡群VLAの17倍である。また一度に受信できる周波数範囲は4オクターブ以上に及ぶ。これはこれまでの電波天文学では成しえなかったほど広帯域であり、フィードホーンや増幅器、信号伝送系など電波望遠鏡の様々な構成要素を改良した結果である。さらに電波障害の緩和を能動的に行うことで、人工電波が多数存在する周波数領域でも宇宙からの電波を観測することを可能にしている。
ATAの観測プログラムでは全天を観測することが大変重要であるため、通常の電波天文学とSETIとを同時に行うことで、ATAの観測効率は上昇する。ATAでは受信した信号を2つに分けることでこの同時観測を可能にしている。望遠鏡がどの領域を観測していても、その広い視野の中にSETIでターゲットとする星が複数入っていることが多い。このため、ATAを運営する2者の取り決めにより、SETIと一般的な電波天文学観測とが同時に行えるような観測領域が設定されることになっている。
ATAは、最終的には口径6mのパラボラアンテナ350台からなる電波干渉計になる予定である。これにより、既存の施設では不可能であった大規模かつ高感度な電波観測が可能になる。望遠鏡の設計は、ハイドロフォーミング加工された鏡面、500MHzから11.2GHzまでを連続的に観測可能なフィードホーン、低雑音かつ高帯域で周波数によるゲイン変動が小さい増幅器など、新しく開発された技術が数多く使われている。観測された電波は、望遠鏡に搭載された増幅器で全周波数帯にわたって増幅されたのち、光ファイバーを用いて各アンテナからデータ処理室に伝送される。このため、将来的に電子部品を改良したり観測周波数帯を拡張する場合には、アンテナやフィードホーンは変更せず中央の処理装置だけを置き換えればよい。
ATAの観測装置はカリフォルニア大学バークレー校の電波天文学研究室(Radio Astronomy Laboratory: RAL)によって運用される。RALは、望遠鏡の設計や試作機の製作をSETI協会と協力して進めてきており、一般的な電波天文学観測の視点から望遠鏡や相関器の様々な設計を担当した。当初計画通りの構成で完成すれば、ATAは世界中で最も巨大で最も強力な望遠鏡になるはずである。
天文学の将来を議論するAstronomy and Astrophysics in the New Millennium委員会は、SETIへの取り組みを支持し、ATAがスクエア・キロメートル・アレイ(Square Kilometer Array, SKA)実現への重要な布石であると認めている。
ATAは未完成であるため総建設費が確定しているわけではないうえに望遠鏡の性能はひとつの尺度で測れるものではない（例えば、一般的な電波望遠鏡に搭載される受信機の雑音温度はATAより低いが、ATAはより大きな視野を持っているなど）が、ATAのような小さなアンテナをたくさん並べる方式は、巨大な集光面積を得るには最も安価である。例えば、ATAの第一段階であるATA-42の技術開発と建設にかかった費用は、ほぼ同じ集光面積を持つアメリカ航空宇宙局のディープスペースネットワークの口径34mアンテナを作る費用の約1/3である。残りの308台のパラボラアンテナを作る費用は、2007年10月時点の試算で4100万ドルである。これはほぼ同じ集光面積を持つグリーンバンク望遠鏡の建設費8500万ドルと比べても半分である。

## 現状
ATAはそれ自体が強力な望遠鏡であると同時に、電波干渉計技術(特にスクエア・キロメートルアレイ)の開発のための道具でもある。ATAの今後の進展は、既に建設が始まっている残りのアンテナの性能や追加予算の獲得状況に依存している。
ATAは当初建設計画を4段階に分けていた。アンテナ数を使ってATA-42、ATA-98、ATA-206、そして最終形態のATA-350である(表1参照)。
42台のアンテナからなるATA-42の通常運用は、2007年10月11日に開始された。追加の建設費はRALによって調達される予定であり、資金源はアメリカ海軍、DARPA、全米科学財団および個人寄付者が想定されている。
天文学データは2005年5月から取得されており、当初は4台のアンテナで両偏波の電波を受信し、2007年1月にはアンテナが16台に増やされた。これらのデータは十分に科学的に有用なものであり、ATAの動作確認にも利用されている。
BEE2を用いて設計された電子部品は2007年6月にATAに据え付けられ、SETI観測と一般的な電波天文学観測を同時に行うことができるようになった。2008年4月には、専用の分光装置を用いて最初のパルサー観測が行われた。
2012年3月時点では、アレンの出資した2500万ドルで42基が設置されているが金融危機の影響でアンテナの運営すら困難な状況である、
SETI関係者は、全350基を設置するにはあと5500万ドルが必要と述べている。

## 科学目標
以下に挙げる科学目標は、ATAを用いて今後3年間に行われるプロジェクトで達成されることが期待されているものである。別表に示す通り、4つに分けられた建設の各段階それぞれにおいて、重点的に進めるべき目標が設定されている。
- 空の立体角3πステラジアン以内にある赤方偏移0.2以下の銀河について、水素原子の分布を調べる。これにより、銀河に降着する銀河団ガスの量を見積もり、暗く星のない銀河を探し、SKAによるダークエネルギーの研究の基礎を築く。

- 25万個の銀河系外電波源を、活動銀河核あるいはスターバースト銀河に分類する。これにより、比較的近傍の宇宙における星形成の定量的な測定、高赤方偏移天体の探査、宇宙の大規模構造の研究、ダークマターによる重力レンズの研究やダークエネルギーについての研究が可能になる。

- 短時間で変動する天体を研究する。これは、ブラックホールへの星間物質の降着の研究、ガンマ線バーストの残光の検出、さらに未知の現象の発見につながる。

- 100万個の星に対して、SETI信号の受信を目指す。この観測は、1～10GHzの周波数帯において、300パーセクの距離からアレシボ天文台のレーダー信号を検出することができるほどの感度で行われる。

- 銀河面のにおいて地球の内側に存在する400億個の星に対して、1.42～1.72GHzの周波数帯で非常に強力な送信機を用いて人工電波を送信する。

- 銀河系と局所銀河群の銀河において、磁場を測定する。これによって星形成や銀河の形成と進化に及ぼす磁場の役割を研究することができる。

- パルサーが放射する規則的な電波を観測することにより、大質量ブラックホールから放射される重力波背景放射を検出する。

- これまで観測されていない星間分子を用いて、星間分子雲や星形成の状態を研究する。これにより、巨大分子雲全体での星形成の調査や銀河系内における重元素存在量のばらつきを調査することができる。

| \| 段階 \| 状況 \| ビームサイズ (arcsec) \| Srms (mJy) \| 観測効率 (deg^(2)s-1) \| 重点課題 \| \| ------- \| ------------------------------------------------------------------------ \| --------------------- \| ---------- \| --------------------- \| ---------------------------------------------------------------------------------------------------- \| \| ATA-42 \| パラボラアンテナは完成; 動作確認は32チャンネル両偏波相関器により実施中。 \| 245 x 118 \| 0.54 \| 0.02 \| FiGSS: 5 GHz 連続波観測, 銀河面分子分光観測, 銀河中心SETI観測 \| \| ATA-98 \| 建設資金確保のため、ATA-42の結果を待っている状態 \| 120 x 80 \| 0.2s \| 0.11 \| ATHIXS試験観測, 恒星風中性水素観測, SETIターゲット観測: 100天体 \| \| ATA-206 \| 未定 \| 75 x 65 \| 0.11 \| 0.44 \| ATHIXS, 星間物質磁場観測, パルサータイミング観測, 連続波高感度観測と変動天体観測, SETIターゲット観測 \| \| ATA-350 \| 未定 \| 77 x 66 \| 0.065 \| 1.40 \| ATHIXS, 星間物質磁場観測, パルサータイミング観測, 連続波高感度観測と変動天体観測, SETIターゲット観測 \| |                                                                          |                       |            |                       | |
| 注 ビームサイズと連続波感度は、観測波長21cm、受信帯域100MHzで赤緯 40°にある天体を南中前後に6分間観測するとして見積もったものである。観測効率は波長21cm、受信帯域100MHzで雑音レベルが1mJyになる値である。またATHIXS(ATA HI Extragalactic Survey)とは、中性水素原子による系外銀河の高感度観測である。 |                                                                          |                       |            |                       | |
| 段階 | 状況                                                                     | ビームサイズ (arcsec) | Srms (mJy) | 観測効率 (deg^(2)s-1) | 重点課題                                                                                             |
| ATA-42 | パラボラアンテナは完成; 動作確認は32チャンネル両偏波相関器により実施中。 | 245 x 118             | 0.54       | 0.02                  | FiGSS: 5 GHz 連続波観測, 銀河面分子分光観測, 銀河中心SETI観測                                        |
| ATA-98 | 建設資金確保のため、ATA-42の結果を待っている状態                         | 120 x 80              | 0.2s       | 0.11                  | ATHIXS試験観測, 恒星風中性水素観測, SETIターゲット観測: 100天体                                      |
| ATA-206 | 未定                                                                     | 75 x 65               | 0.11       | 0.44                  | ATHIXS, 星間物質磁場観測, パルサータイミング観測, 連続波高感度観測と変動天体観測, SETIターゲット観測 |
| ATA-350 | 未定                                                                     | 77 x 66               | 0.065      | 1.40                  | ATHIXS, 星間物質磁場観測, パルサータイミング観測, 連続波高感度観測と変動天体観測, SETIターゲット観測 |

## 付随的な科学目標
前節に挙げた目的以外にも、いくつかの付随的な科学目標が掲げられている。
Google Lunar X Prizeのための通信施設として活用されることもそのひとつである。ATAは当初の設計段階から宇宙通信に用いられる周波数帯(SバンドとXバンド)をカバーしているので、通信施設としての転用も容易である。

## 観測装置の詳細
ATA-42の最大基線長は300mである (ATAの完成形であるATA-350では900m)。各アンテナに搭載される電波伝送系および受信機は、1～10GHzの範囲で雑音温度45K程度になるように設計される。中間周波数系は4つ用意され、各100MHzの帯域幅を持っている。このうち2つは一般的な電波天文学観測に、残り2つはSETIのための観測に用いられる。各中間周波数系に対して主鏡のビーム内に4つの両偏波干渉計ビームを形成することができるので、合計32本のビームが形成される。

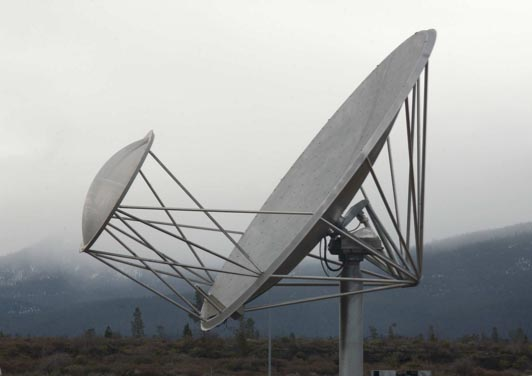
The ATA Offset Gregorian Design

ATAの視野は非常に広いので、広域掃天観測を行うのに適している。Nを干渉計の素子数、Dを各アンテナの直径とすると、ある観測範囲をある感度で観測するのに必要な時間は(ND)^(2)に比例する。すなわち、ATAのように小さなアンテナを多数並べた電波干渉計の方が、大きなアンテナを数台並べた電波干渉計よりも広域掃天観測においては優位である。ATAの第一段階であるATA-42でさえ、既存の大型電波望遠鏡に匹敵する掃天性能を備えている。点源天体の検出効率としては、ATA-42はアレシボ天文台やグリーンバンク望遠鏡と同程度であり、VLAの1/3の性能である。ATA-350であればVLAの10倍の検出効率があり、現在行われているVLAの高性能化(EVLA)が完了したとしても同程度の効率を持つ。また天球上で広がりを持つ天体の観測性能については、ATA-98でVLAのD配列と同程度の観測効率があり、ATA-206ではアレシボやグリーンバンク望遠鏡と同程度の性能になる。空間分解能に関しては、ATAは単一望遠鏡よりもずっと良い性能を持っている。
ATAのアンテナは、6.1 m × 7.0 mのオフセットグレゴリアン式望遠鏡である。副鏡の口径は2.4mあり、f値は0.65である。オフセット形状によって副鏡による電波の妨害がなくなり、感度の向上とサイドローブの低減が可能である。また大きな副鏡によって低周波での感度が向上する。アンテナ鏡面の加工は、低価格な衛星通信用アンテナに用いられるのと同じ技術が用いられている。また、細い骨組で組まれた架台部は低コストでも良い性能を発揮する。駆動システムはばねを用いたバックラッシュ低減機構が用いられている。

### ニュース
- ATA-42 goes into operation:

“Stretching the Search for Signs of Life”.  The New York Times (2007年10月11日). 2007年10月11日閲覧。
“Skies to be swept for alien life”.  BBC News (2007年10月12日). 2007年10月12日閲覧。
- “フォトレポート：地球外生命体を探査--アンテナ42基の大望遠鏡網”.  CNET Japan (2009年1月6日). 2009年1月6日閲覧。